# Foot Crusher
Foot Crusher (укр. «Фут-крашер») — спеціальний заряд для скидання з безпілотників, розроблений українськими спеціалістами, ефективний на полі бою. Foot Crusher MAXI важить всього 350 грамів, але має майже 900 уламків
Боєприпаси Foot Crusher відзначаються щільним розльотом уламків і залишають борозни завширшки 6–7 см від 4-мм шрапнелі. Зовні це виглядає як невеличка трубка, але вона містить велику кількість уламків, які зберігають енергію та ударну силу навіть на відстані 20 метрів.